# Городище (Новогуйвинська селищна громада)
Городи́ще — село в Україні, у Новогуйвинській селищній територіальній громаді Житомирського району Житомирської області. Чисельність населення становить 212 осіб (2001). У 1929—54 роках — адміністративний центр колишньої однойменної сільської ради.

## Населення
Відповідно до результатів перепису населення Російської імперії 1897 року, загальна кількість мешканців становила 575 осіб, з них: православних — 571, чоловіків — 280, жінок — 295.
Наприкінці 19 століття в селі налічувалося 478 осіб, дворів — 59, у 1906 році — 413 мешканців, дворів — 72, у 1923 році — 490 мешканців, дворів — 99.
Відповідно до результатів перепису населення СРСР, кількість населення станом на 12 січня 1989 року становила 276 осіб. Станом на 5 грудня 2001 року, відповідно до перепису населення України, кількість мешканців села становила 212 осіб.

## Історія
Біля села виявлено слов'янські кургани VI—VII століть. У 1501 році належало до Житомирського замку, у 1545 році — власність Презовських як «вислуга». У 1628 році Семен Презовський вносив з Городищ та Пряжева від 16 димів. У 1648 році в частині Миколая Презовського був 21 дим, в частині Самуеля Подобинського 6 димів. Згадується у люстрації Київського воєводства 1754 року, належало генерал-майорові коронних військ Габрієлеві Аксаку, який отримав село у 1751 році у спадок від батька, житомирського стольника Марцина Аксака. Разом із Іванківцями було там 60 дворів. Згодом — дідицтво Городенських. З донькою останнього з роду Городенських, які виродилися під кінець 18 століття, село перейшло Ледуховському. У 1848 році належало Саноцькому.
У другій половині 19 століття — державне село Житомирського повіту Волинської губернії. Лежало над річкою Коденка, притокою Гуйви; поштова станція між Житомиром та Бердичевом, була дерев'яна церква.
Наприкінці 19 століття — сільце Коднянської волості Житомирського повіту Волинської губернії. Лежало над річкою Коденка, за 14 верст від Житомира. Належало до православної парафії у Пряжеві, за 5 верст. Колишня назва — Трибешів.
У 1906 році — сільце Коднянської волості (5-го стану) Житомирського повіту Волинської губернії. Відстань до губернського та повітового центру м. Житомир становила 15 верст, до волосного центру містечка Кодня — 8 верст. Поштове відділення — м. Житомир.
22 листопада 1921 року через Городище, вертаючись з Листопадового рейду, проходила Подільська група (командувач Сергій Чорний) Армії Української Народної Республіки.
У 1923 році увійшло до складу новоствореної Янковецької сільської ради, яка 7 березня 1923 року включена до складу новоутвореного Солотвинського (згодом — Коднянський) району Житомирської округи. Розміщувалося за 11,5 верст від районного центру с. Солотвин та за 3 версти від центру сільської ради села Янківці. 27 червня 1925 року, в складі сільської ради, передане до Левківського (згодом — Іванківський) району Житомирської (згодом — Волинська) округи. 13 грудня 1929 року, відповідно до наказу Волинського ОВК № 50 «Про адміністративно-територіяльні зміни та утворення нової сільради в Іванківському районі», в селі утворено окрему Городищенську сільську раду в складі Іванківського району Волинської округи. 15 вересня 1930 року, в складі сільської ради, передане до Троянівського району Української РСР.
Село постраждало внаслідок Голодомору в Україні 1932—1933.
16 листопада 1942 року очільник генерального округу "Житомир" Ернст Ляйзер видав наказ про створення адміністративного округу "Геґевальд" ("Заповідний ліс") — адміністративно-територіальної одиниці Генеральної округи Житомир Райхскомісаріату Україна, куди увійшло село. У складі округу село перебувало до приходу Червоної армії у лютому 1944 року.
11 серпня 1954 року, внаслідок об'єднання сільських рад, підпорядковане Іванківській (згодом — Вертокиївська) сільській раді Троянівського району. 28 листопада 1957 року, в складі сільської ради, передане до Житомирського району, 30 грудня 1962 року — до складу Коростишівського району, 4 січня 1965 року повернуте до складу відновленого Житомирського району Житомирської області.
12 червня 2020 року, відповідно до розпорядження Кабінету Міністрів України № 711-р «Про визначення адміністративних центрів та затвердження територій територіальних громад Житомирської області», територію та населені пункти Вертокиївської сільської ради включено до складу Новогуйвинської селищної територіальної громади Житомирського району Житомирської області.
19 липня 2020 року, в результаті адміністративно-територіальної реформи та ліквідації Житомирського району (1939—2020), село увійшло до складу новоутвореного Житомирського району.